# まあるくなった
「まあるくなった」は、1966年（昭和41年）11月5日に発売された坂本九のシングル。鹿児島県が制定した「家庭の日」（毎月第3日曜日）のテーマソングである。
作詞・滝田常晴、補作・永六輔、作曲および編曲・いずみたく。

## 解説
鹿児島県では1955年（昭和30年）に薩摩郡鶴田町（現在のさつま町）が「農作業に追われ休めない農業従事者が多く、薄れつつあった家族の絆を取り戻そう」という趣旨のもと毎月第3日曜日を「家庭の日」として定め、1965年（昭和40年）には県全体で「家庭の日」を定めるに至った。南日本新聞が発表した1965年度の県下10大ニュースでは『「家庭の日」設定』が2位以下に大差を付けて第1位となっている。
1966年（昭和41年）に総理府外郭団体の青少年育成国民会議が組織されたことを機に鹿児島県が制定した「家庭の日」の取り組みは全国に先駆けたモデルとして宣伝されるようになり、県では永六輔を審査員に迎えて「家庭の日の歌」選定が企画された。
全国を対象に実施した歌詞の懸賞募集は6500篇余りの応募が集まる盛況で、新日鐵名古屋製鉄所社員の滝田常晴が応募した作品を審査員の永が補作したものを採用とし、いずみたくの作曲で11月16日に鹿児島県文化センターの杮落としを兼ねて高松宮宣仁親王臨席の許、発表演奏会が執り行われた。
同趣旨の「家庭の日の歌」は鹿児島県の他に秋田県、群馬県、静岡県でも作成されたが、鹿児島県の「まあるくなった」は歌唱者のネームバリューの高さに加えて「『家庭の日』発祥地」として戦後復興期に制定された県民歌に代わる形で県内の学校教育を通じて熱心に普及指導が行われたため、県下では広く知られている。2011年（平成23年）9月には県のPR活動としてCD音源化が行われた。

## アルバム収録
- 坂本九シングル全集（東芝EMI、TOCT-25419） - ディスク3のトラック22に収録。